# Нисики
Нисики (яп. 錦町 Нисики-мати) — посёлок в Японии, находящийся в уезде Кума префектуры Кумамото. Площадь посёлка составляет 84,93 км², население — 10 798 человек (1 августа 2014), плотность населения — 127,14 чел./км².

## Географическое положение
Посёлок расположен на острове Кюсю в префектуре Кумамото региона Кюсю. С ним граничат города Хитоёси, Эбино, посёлок Асагири и село Сагара.

## Население
Население посёлка составляет 10 798 человек (1 августа 2014), а плотность — 127,14 чел./км². Изменение численности населения с 1980 по 2005 годы:
| 1980 | 10 679 чел. |  |
| 1985 | 11 598 чел. |  |
| 1990 | 11 728 чел. |  |
| 1995 | 12 095 чел. |  |
| 2000 | 11 975 чел. |  |
| 2005 | 11 647 чел. |  |

## Символика
Деревом посёлка считается вечнозелёный дуб, птицей — Emberiza cioides.